# Chrysina prasina
Chrysina prasina är en skalbaggsart som beskrevs av Adolphe Boucard 1878. Chrysina prasina ingår i släktet Chrysina och familjen Rutelidae. Inga underarter finns listade i Catalogue of Life.